# Министерство энергетики и нефти Ганы
Министерство энергетики Ганы отвечает за расширение и обеспечение бесперебойного энергоснабжения для каждого сектора экономики Ганы достаточным, экологически безопасным способом, за улучшение распределения электроэнергии по всей стране, особенно в общинах и городах в сельских Гане. Министерство стремится поощрять участие частного сектора в развитие энергетической инфраструктуры и безопасного будущего энергоснабжения.
Министр энергетики является главой министерства и непосредственно подотчетен президенту Ганы. Позиция политически назначается и утверждается парламентом Ганы.